# 世界バラエティ選手権
『世界バラエティ選手権』(せかいバラエティせんしゅけん)とは、フジテレビ系で2006年11月13日 - 19日の1週間に亘って放送された、ゴールデンタイムのバラエティ番組とドラマ番組で行われる企画だった。

## 概要
この企画は、2006年6月に行われたWぅ杯 番組交流戦スペシャルの｢番組出演者の相互入れ替え｣（一部のみ）と『ホリデースペシャル』の要素を取り入れたキーワードクイズで構成される。
- ナビゲーターは、11月18日に放送された土曜プレミアム『東京タワー ～オカンとボクと、時々、オトン～』で主役を演じた大泉洋（TEAM NACS）とフジテレビアナウンサー戸部洋子だった。
- 1日に1文字ずつが発表する文字をつなげてできるキーワードに正解すると抽選で100人に1万円（正解者が100人未満の場合は抽選なしで頭割り）がプレゼントされていた。
- 問題キーワード：東京タワーの高さは何m?（333m）

## 対象番組

### 11月13日
- 20:00～20:54：HEY!HEY!HEY! MUSIC CHAMP
  - 『テレフォンボックス』では『のだめ』から上野樹里と竹中直人が登場した。
- 21:00～21:54：のだめカンタービレ
  - 劇中に『HEY!×3』から松本人志（ダウンタウン）が登場した（本人役で65歳のおばさんを奪略愛で結婚した）。

### 11月14日
- 19:00～20:54：カスペ!『芸能人結婚宣言!超玉の輿お見合いツアー!!』
- 21:00～21:54：役者魂!

### 11月15日
- 19:00～19:57：クイズ!ヘキサゴンII
  - 『はねトび』から北陽が登場し、番組のエンディングで司会の島田紳助が今度「ABUCHANS」でヘキサゴンvsはねトびの対抗戦をし、勝った番組は負けた番組を休止する上、しかも負けた番組の出演者も登場しての2時間スペシャルを提案した（「ABUCHANS」は1月25日以降番組で実施しておらず、実現しなかった。また、紳助は『Wぅ杯』の時も同じ様な発言をしていた。）。
- 19:57～20:54：はねるのトびら
  - 『回転SUSHI』のコーナーに『東京タワー』から大泉洋が登場した。
- 21:00～21:54：ザ・ベストハウス123
  - 審議員に『はねトび』から引き続き『東京タワー』から大泉洋と、レギュラー出演者ドランクドラゴンの鈴木拓が登場した。

### 11月16日
- 19:00～19:57：クイズ$ミリオネア
  - みのもんたが『アンビリバボー』のスタジオに来た様子（Wぅ杯）が再放送された。
- 19:57～20:54：奇跡体験!アンビリバボー（この日だけステレオ放送）

### 11月17日
- 19:00～19:57：Dのゲキジョー ～運命のジャッジ～（一部地域除く）
- 19:57～20:54：幸せって何だっけ ～カズカズの宝話～
  - インパルスが『はねトび』から出演した。

### 11月18日
- 19:00～19:57：脳内エステ IQサプリ
『はねトび』からはロバートが、『ベストハウス』からは中川翔子がサプリ会員として出演した。
変身サプリーズで『のだめ』の玉木宏がVTRで登場した。
- 19:57～20:54：めちゃ×2イケてるッ!

### 11月19日
- 19:00～19:58：熱血!平成教育学院（この日だけステレオ放送）
  - 『ジャンク』から内田恭子が登場した。
- 19:58～20:54：ジャンクSPORTS
  - 『奥様に聞きました!』で『平成教育学院』からユースケ・サンタマリアと高島彩アナがVTR出演し、奥様に「ダンナ様の浮気対策はあるんですか?｣を聞いた。